# ريكي ستيوارت
ريكي ستيوارت (بالإنجليزية: Ricky Stuart)‏ هو مدرب دوري رغبي ‏ أسترالي، ولد في 7 يناير 1967 في كوينبيان في أستراليا.